# Радек Дейл
Радек Дейл (словац. Radek Deyl; нар. 14 вересня 1989, м. Кошиці, ЧССР) — словацький хокеїст, захисник. Виступає за ХК «Кошиці» у Словацькій Екстралізі.
Вихованець хокейної школи ХК «Кошиці». Виступав за «Требішов», «Кошиці», «46 Бардейов», Дукла (Михайлівці).
У складі національної збірної Словаччини провів 2 матчі. У складі молодіжної збірної Словаччини — учасник чемпіонату світу 2009.
Чемпіон Словаччини (2009, 2010, 2011).